# Vitănești
Vitănești è un comune della Romania di 2 903 abitanti, ubicato nel distretto di Teleorman, nella regione storica della Muntenia.
Il comune è formato dall'unione di 4 villaggi: Purani, Schitu Poienari, Siliștea, Vitănești.